# Jesse Frederick
Jesse Frederick (nacido en 1948) es un compositor para películas y televisión, conocido principalmente por escribir e interpretar los temas de las famosas series de televisión Perfect Strangers, Full House, Family Matters y Step by Step de la cadena estadounidense ABC.

## Primeros años
Frederick, cuyo nombre completo es Jesse Frederick James Conaway, nació en Salisbury, Maryland y fue criado en Seaford, Delaware. Es el menor de dos niños. Su hermano, Everett Thomas (Tommy) Conaway, Jr., cuatro años mayor que él, murió de fibrosis quística a la edad de 12 años. En su temprana juventud, Jesse fue familiarmente conocido como "Freddy" antes de eliminar legalmente James Conaway de su nombre en su adolescencia. Esto lo hizo como un intento de distinguirse del legado de su padre, Everett T. "Conny" Conaway, Sr. (1915-2010). Conny fue una figura prominente en la industria de procesamiento de aves de corral. Durante su carrera de 70 años de duración, Conaway Sr. diseñó y construyó algunas de las primeras plantas de procesamiento para Allen Family Foods, Frank Perdue y Preston Townsend, que todavía hoy siguen operando. En su primera adolescencia, Frederick asistió a la academia militar Massanutten Military Academy durante dos años. Una vez en el instituto, su padre lo puso a trabajar, con la esperanza de tenerlo como su protegido en la industria. Frederick aprendió de primera mano el procesamiento de aves, al trabajar como obrero de planta en muchas de las fábricas que su padre tenía en la costa Oeste.
Durante el instituto, Frederick fue un brillante, popular y multitalentoso estudiante; protagonizó muchas obras escolares y aunque su primer instrumento fue la trompeta clásica, demostró desde el primer momento talento para dominar gran variedad de instrumentos musicales. Se graduó en el Seaford High School en 1966, antes de asistir al Shenandoah College y al Conservatorio de Música. Bajo tutelaje de su padre, estudió dibujo mecánico y, finalmente, trabajó como aprendiz en los esquemas de trazado de transporte aéreo de una planta industrial. Al mismo tiempo, el joven músico continuó escribiendo y componiendo su propia obra, mientras perseguía sus aspiraciones en la industria musical.

## Comienzos de su carrera musical

### Bearsville Records y primeros EPs
Si bien grabó algunos sencillos en el área de Filadelfia durante el final de su adolescencia, y grabó alguna demo para Columbia Records cuando estaba en el instituto, fue en 1971, cuando tenía 23 años, cuando Jesse firma con Albert Grossman de Bearsville Records.
Su auto-titulado álbum de debut, grabado en Nashville y mezclado en parte por Todd Rundgren, fue lanzado ese mismo año. Aunque el álbum hizo que Frederick se ganase la confianza de sus compañeros, el éxito de ventas fue limitado. En 1973, Bearsville lanzó una promo en vinilo de 45 r. p. m. con las versiones en mono y estéreo del primer sencillo del segundo álbum de Frederick, After the Rain, que nunca vería la luz. El sencillo se titulaba "I Belong to You". A medida que pasaban los años 70s, Frederick firmó con otra discográfica, generando un tercer álbum; como la anterior vez, el disco nunca llegó a publicarse.
En asociación con el productor Jeff Koz (que había trabajado con Frederick en algún proyecto de cine y video), Frederick formó el grupo The Kinetics y grabó un sencillo, "Don't Stand In The Shadow", para Columbia Records.

## Como compositor de películas
A finales de los 70s, Frederick había cambiado su objetivo hacia la composición para el cine y la televisión. Frederick realizó las partes vocales del actor principal de la película de 1980 de Taylor Hackford The Idolmaker. Un sencillo de la banda sonora de la película, "Here Is My Love", fue lanzada tanto en formato mono como estéreo. Ese mismo año, Frederick actuó como roadie de Alice Cooper en la película Roadie. En 1982, Frederick compuso la música para la película The Fanatic (aka The Last Horror Film) de Troma. Muchos títulos importantes los seguirían, incluyendo el éxito de 1984 de Garry Marshall The Flamingo Kid.

## Incursión en la TV: Bennet Salvay y Miller/Boyett
A mediados de los años 80s, como resultado de su trabajo en música para películas, Frederick comienza una asociación con el escritor/compositor (Paul) Bennett Salvay. Ambos músicos habían salido de algunos proyectos producidos por Garry Marshall cuando comenzaron a trabajar juntos. Frederick acababa de completar la música para The Flamingo Kid mientras Salvay había sido el director musical en las últimas temporadas de las series de éxito Happy Days y Laverne & Shirley, de Henderson Productions, Miller-Milkis-Boyett Productions y Paramount Television. La pareja encontró que había una chispa dinámica de creatividad entre ellos y enfocó su trabajo en composiciones originales que pudiesen acoplarse a diversos proyectos de cine y TV. Como Frederick trabajó en nuevo material musical con él, Salvay lo llevó a nuevas oportunidades con sus jefes de la TV.
Cuando los productores Thomas L. Miller y Robert L. Boyett dejaron Paramount para ir a Lorimar Productions en 1984, conservaron a muchos de sus antiguos empleados en Paramount, incluyendo a Salvay y (inicialmente) al compositor musical Charles Fox. Miller y Boyett pronto se pusieron a desarrollar nuevos proyectos en Lorimar (menos su compañero en Paramount, Edward K. Milkis), y en el proceso de quedarse con Salvay en la plantilla tomaron buena nota de su trabajo con Frederick y los pusieron a ambos como compositores de sus proyectos, de forma separada de Fox. En 1985, Miller y Boyett asignaron a la pareja al proyecto de su nueva comedia para la ABC, que se titulaba The Greenhorn en sus primeras fases. A pesar de que era demasiado pronto en ese momento para predecirlo, Frederick y Salvay se habían embarcado en una larga alianza con Miller/Boyett Productions.

### Perfect Strangers
Cuando la ABC programó el estreno del nuevo proyecto de Miller/Boyett para los martes en marzo de 1986, tras algunos cambios en el elenco, entró en producción oficial bajo el nuevo título de Perfect Strangers (Primos Lejanos en España, Dos Perfectos Desconocidos en América). Frederick y Salvay escribieron su primera canción para TV, "Nothing's Gonna Stop Me Now", para la serie, que oblicuamente contaba la balada de los dos personajes principales - Balki Bartokomous (Bronson Pinchot) y Larry Appleton (Mark Linn-Baker) -- de como uno viaja a América desde la isla de Mypos siguiendo el sueño americano, mientras el otro tenía aspiraciones de hacer lo mismo en Chicago, tras moverse desde Wisconsin. Perfect Strangers se convirtió en éxito cuando salió a antena, durando ocho temporadas en ABC, e hizo que lo compuesto por Frederick y Salvay se oyese en millones de hogares en todo el país. Aunque la letra fue escrita por Frederick y Salvay, "Nothing's Gonna Stop Me Now" fue interpretada por	 David Pomeranz.

### Valerie/Valerie's Family
A comienzos de la temporada 1986-87, se pidió a Frederick y Salvay poner música en algunos episodios de la sitcom producida por Miller/boyett para la NBC Valerie (La Familia Hogan en España), que se estrenaba en marzo de 1986, tres semanas antes que el debut de Perfect Strangers en la ABC. Fox fue el encargado de composición en Valerie en sus dos primeras temporadas (de hecho, fue la única serie producida por Miller/Boyett en la época Lorimar que tenía a Fox), mientras Bruce Miller se hizo cargo desde la temporada tres a la seis. Frederick y Salvay se encargaron de ambientar tres episodios: uno que se emitió en noviembre de 1986, otro en abril de 1987 (que co-compusieron con Steven Chesne) y el tercero en la primavera de 1988, después que la serie se retituló como Valerie's Family.

### Full House
En 1987, Frederick y Salvay escribieron su segunda canción para Miller/Boyett, "Everywhere You Look", para la nueva sitcom otoñal de la ABC, Full House (Padres Forzosos en España, Tres por Tres en Latinoamérica). Este tema tiene un sujeto más centrado en el amor de familia en sus letras, pero estaba en línea de los anteriores trabajos para Miller/Boyett por su melodía pegadiza y su naturaleza optimista. Full House comenzó con una no muy buena acogida en índices de audiencia, pero cuando ABC lo programó para los martes además de su horaio de viernes durante un tiempo en 1988, comenzó un ascenso gradual en audiencia. La serie se convirtió en popular a partir de su segunda temporada. Esto sirvió como nuevo punto de referencia para la nueva parrilla de series de la ABC en 1989, justo cuando el trabajo de Frederick y Salvay empezó a ser fuerte. Full House reventó el top 30 según Nielsen en su tercera temporada, y el top 20 en la cuarta. Entre las temporadas cinco a siete, en las que llega a su pico más alto de audiencia (alcanzando el top 5), "Everywhere You Look", en sus varias ediciones, se convirtió en una canción muy referenciada y celebrada entre su audiencia más joven. El gancho que más atrapó a los fanes fue su línea de apertura, que reflexiona "Whatever happened to predictability? The milkman, the paperboy, evening TV?" ("¿Qué pasó con la previsibilidad? ¿El lechero, el repartidor de periódicos, la televisión por la noche?" - traducción de la letra al español).
Llegados a este punto, se reconoció que la fuerza que tenían tanto Frederick como su compañero de trabajo estaba en su habilidad para compaginar letras de contenido profundo enmarcadas en composiciones edificantes. Existía un tema común entre todos ellos: la realización de los propios sueños, y el logro del éxito personal. Estos fueron los ingredientes que tocaron especialmente a una joven generación de televidentes. Las ambientaciones de Frederick y Salvay para Full House, más sentimental e instrumental que su éxito precedente para Perfect Strangers, se convirtió en la marca de sonido por la que ambos serían recordados.
Existen bastantes especulaciones al respecto de que Frederick inspiró la creación de uno de los personajes principales de la serie. Cuando Full House estaba en desarrollo en 1986 (bajo en título de House of Comics), el papel finalmente dado a la estrella John Stamos fue el de Adam Cochran, uno de tres comediantes que compartía casa en San Francisco. Una vez que el formato fue revisado y el episodio piloto se comenzó a grabar, el papel de Stamos se convirtió en Jesse Cochran (luego se le cambió el nombre a Jesse Katsopolis como un punto de unión con las raíces griegas de Stamos), el genial músico de rock cuñado de Danny Tanner (interpretado en el no emitido piloto por John Posey, antes que Bob Saget estuviese disponible para el papel). En el montaje de la nueva imagen del personaje, se cree que el llamarlo "Jesse" y volverlo en un roquero estuvo inspirado en la vida real de Frederick. A pesar de eso, el creador de la serie Jeff Franklin declaró que el cambio de nombre se debió a reminiscencias del hermano gemelo de Elvis Presley, que murió a temprana edad.

### Family Matters
En septiembre de 1989, a la parrilla de series que Miller/Boyett tenían para la cadena ABC se añadió Family Matters (Cosas de Casa en España), un spin-off de Perfect Strangers. Frederick y Salvay grabaron la música para las escenas y el tema de cierre durante los primeros episodios de la serie. Durante los primeros cinco episodios de ABC, la canción era una versión corta del tema "What A Wonderful World" de Louis Armstrong. El tema de cierre que Salvay y Frederick escribieron y grabaron era una melodía ligeramente basada en ese tema, con un ritmo más rápido dominado por el saxofón y que culminaba en un crescendo orquestal.
Para el sexto episodio de Family Matters, Miller y Boyett, conjuntamente con los creadores de espectáculos William Bickley y Michael Warren, decidieron que querían una melodía para la apertura del show más de tipo sitcom. Frederick y Salvay escribieron una pista original que contenía un prólogo de tipo jazz con un piano ragtime que conduce a una melodía optimista que usaba de nuevo gran carga de orquestación. Titulada "As Days Go By", fue interpretada por Frederick con un coro de cantantes masculinos. Family Matters tuvo solo un éxito moderado hasta que el papel de Steve Urkel (interpretado por Jaleel White) se añadió a principios de 1990, convirtiéndose en el personaje más famoso de la serie. "As Days Go By" se mantuvo como tema principal de Family Matters en varias versiones hasta el comienzo de la séptima temporada de la serie. No sería hasta el comienzo de la quinta temporada, en 1993, que Frederick y Salvay compusieran una versión del tema para el cierre; una versión de tipo hip-hop con saxofón. La melodía fue alterada ligeramente para que no coincidiese con las notas de la versión de apertura.

### 1990: en gran demanda
En 1990, los trabajos que se emitían en antena de Frederick y Salvoy tuvieron un ascenso crítico en los USA. Perfect Strangers entró en reposiciones ese otoño. Como resultado, su música se retransmitía cinco días a la semana. Además, Miller/Boyett acababa de conseguir toda la parrilla de series de televisión en ABC, con cuatro de sus comedias difundidas una y otra vez. A Full House, Family Matters y Perfect Strangers se unió la primera temporada de Going Places. Frederick y Salvay compusieron toda la música de Going Places, pero por primera vez desde Perfect Strangers contaban con otro cantante, Mark Lennon, para interpretar el tema. Además, para CBS, se transmitía una nueva serie la noche de los sábados, The Family Man, al mismo tiempo que la serie producida en un primer momento para la NBC The Hogan Family (la antigua Valerie y Valerie's Family) se cambiaba a la cadena. The Hogan Family fue la única serie de Miller/Boyett de la era Lorimar en no usas a Frederick y Salvay para muchas de sus temporadas, salvo tres capítulos a los que pusieron música entre 1986 y 1988. Ambos trabajaron en The Family Man, que marcó un hito tanto para el equipo musical como para los productores ya que fue la primera serie de todas en tener un tema de apertura instrumental.

### Éxito más allá de los 90s
Una de las series a la que el dúo tuvo que poner música en 1991 fue Step by Step (Los tuyos y los mios en España y Paso a Paso en Latinoamérica). La pista de este tema, "Second Time Around", fue interpretada por Frederick en dueto con Teresa James. Contaba la historia de la pareja de recién casados del programa, Frank Lambert (Patrick Duffy) y Carol Foster (Suzanne Somers),
y sus visiones para juntar sus dos casas y niños. Step by Step fue otro éxito en parrilla, durando seis temporadas en ABC y su sexta y última temporada en CBS. 
De 1992 a 1994, el nuevo proyecyo de Frederick y Salvay para Miller/Boyett fue una serie llamada A New Day en sus primeras fases de desarrollo. Después de un nuevo desarrollo para la serie (por parte de Bickley/Warren), se estrenó en parrilla en marzo de 1993 como Getting By (Vamos Tirando en España). La serie tuvo dos temas distintos, uno para cada temporada de la serie, ya que la segunda se transmitió a través de NBC. El primer tema que Frederick y Salvay escribieron tenía un toque sentimental y con instrumentación en viento-madera, y cantada por Mark Lennon. El segundo de los temas tenía el sonido funk/hip-hop que ya se había dejado escuchar en otras series como Family Matters, y tenía otro cantante masculino. En 1994, ambos trabajaron en la serie de comedia de una temporada de Miller/Boyett llamada On Your Own. Estaba protagonizada por Ralph Louis Harris y los seis hermanos Smollet y versaba sobre su aprendizaje para su propia defensa tras la muerte de sus padres. El tema musical de la serie, que seguía las líneas de sentirse bien y melodías de inspiración típicas de Frederick y Salvay, estaba interpretado por Joe Turano.
En los últimos años de colaboración con Miller/Boyett, Frederick y Salvay se alternarían las labores de composición con otros talentos como Steven Chesne y Gary Boren. En algunas series, como Perfect Strangers en sus últimas temporadas, su música fue reemplazada por completo (en ese caso, por Boren). Tras la conclusión de Full House y la cancelación de On Your Own, ambas en 1995, Frederick y Salvay continuaron trabajando en muchas de las series de Miller/Boyett que continuaron. En todo caso, no hubo nuevos proyectos de los productores hasta 1997, cuando Miller/Boyett desarrollaron la nueva comedia para CBS Meego, la tercera serie de Bronson Pichot con esta compañía de productores (a principios de 1997, Pinchot se había hecho un regular en la serie Step by Step). Meego fue algo extraño tanto en la producción de Miller/Boyett como en el estilo musical de Frederick/Salvay al que nos tenían acostumbrados. 
El ambiente sentimental y optimista con sabor a rock de los primeros tiempos se sustituyeron por piezas de estricto sonido orquestal, que parecen más apropiados para una serie sobre un extraterrestre que choca contra la Tierra y tiene que vivir con una familia americana (encabezada por Ed Begley, Jr.). Tras solo un mes en antena, la serie fue cancelada por tasas de audiencia decepcionantes. 
Frederick y Salvay continuaron trabajando para sus jefes de tanto tiempo, aun después de que sus compañías de producción hubiesen pasado por algunos cambios a finales de los 90s. En 1997, Michael Warren comenzó un periodo de transición para apartarse profesionalmente de William Bickley. El primero de ellos se asoció con Miller/Boyett para formar la Miller-Boyett-Warren Productions, inicialmente para producir Meego. Bickley-Warren Productions permaneció activa una temporada más (1997-1998) para la producción de las últimas temporadas de Family Matters y Step by Step, que fueron canceladas en 1998 por la CBS, a las que se habían cambiado ese mismo año. Miller-Boyett-Warren tuvieron un nuevo proyecto para ABC en otoño, que terminaría siendo el último proyecto conjunto de Frederick y Salvay así como de los productores. Ese septiembre, Two of a Kind (Cosas de Gemelas en España), protagonizada por las hermanas gemelas Olsen, se estrenó. Frederick y Salvay escribieron su canción de apertura más corta hasta la fecha con esta serie; sin embargo, el tema instrumental de Two of a Kind fue una vuelta a la guitarra acústica con melodía optimista por la que ambos autores eran conocidos, especialmente por la antigua serie de las hermanas Olsen, Full House. La serie, a pesar de las buenas críticas, se retiró en la primavera de 1999, tras solo una temporada.

## Trabajo con otros productores de TV
Durante los años en los que escribió con Bennet Salvay, Frederick ocasionalmente realizó trabajos para otros productores de TV. En 1986, él y Salvay escribieron el tema principal de la efímera comedia de la CBS Better Days, una serie Lorimar de los productores Jeff Freilich, Stuart Sheslow y Arthur Silver. El tema de Better Days tenía la distinción de ser la primera canción para TV de las dos en las que Frederick interpretó las voces (anterior a su actuación en "Everywhere You Look" de Full House). Más tarde escribieron un tema más acaramelado para la también muy corta serie de comedia de la ABC en la primavera de 1988 titulada Family Man (no confundir con otra serie con el mismo nombre y producida por Miller/Boyett un par de años después), en la que Frederick también era el intérprete.
También en 1988, debido a su empleo principal en comedias producidas por Lorimar, Frederick y Salvay pusieron música en algunos episodios de Falcon Crest, una producción dramática para la CBS.
En 1992, se pidió a Frederick y Salvay por parte del creador de Full House, Jeff Franklin, que compartiesen con Gary Boren las labores de composición musical de la nueva sitcom de la ABC Hangin' With Mr. Cooper (Viviendo con Mr. Cooper en España). La serie fue producida por Franklin y Lorimar Television (más tarde en Warner Bros. Television, desde la temporada dos a la cinco), no por Miller/Boyett en ningún momento. Frederick y Salvay solo hicieron su trabajo durante la primera temporada.

## Versiones / Tributos a Jesse Frederick
En 2005, la banda de Detroit The Pop Project lanzó un EP titulado 'TGIF', que incluye versiones de los cuatro temas más populares de televisión de Frederick.